# Maestro Colin
Il Maestro Colin (in francese, Maître Colin (pron. fr. AFI: [mɛtʁə kɔlɛ̃]); fl. XV secolo) è stato un pittore anonimo francese attivo soprattutto in Valle d'Aosta tra la fine del XV e l'inizio del XVI secolo.

## Profilo ed opere

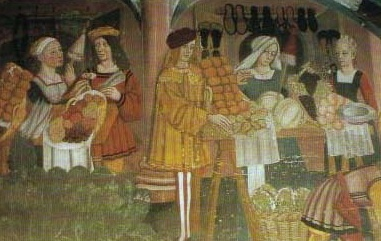
Castello di Issogne, particolare dell'affresco del mercato della frutta e della verdura sotto le volte del portico

L'anonimo pittore indicato convenzionalmente come maestro Colin (o maître Colin) è noto soprattutto per aver lavorato ad Aosta ed al castello di Issogne su committenza di Giorgio di Challant, mecenate e protagonista della vita artistica valdostana dell'epoca.
Il nome convenzionale dato all'artista deriva da un graffito presente nella lunetta raffigurante il corpo di guardia nel portico del castello di Issogne che recita "Maître Colin pintre" che lo qualifica come autore degli affreschi ivi eseguiti . Troviamo proprio in questo locale, sotto le volte del portico, gli affreschi più noti del maestro: si tratta di scene di vita quotidiana ambientate rispettivamente nel corpo di guardia, in un mercato di frutta e verdura ed in una serie di botteghe (la bottega del fornaio e del beccaio raffigurate assieme per ragioni di spazio, l'atelier del sarto, la bottega del farmacista e quella del formaggio e dei salumi), scene che si fanno ammirare per la vivacità del linguaggio pittorico, non disgiunto da una vena umoristica. Questi affreschi, oltre ad una funzione estetica, avevano probabilmente anche un significato celebrativo, volendo mostrare l'abbondanza e la pace ottenute grazie alle capacità del signore del castello.
Sempre ad Issogne sono assegnati al maestro Colin anche i dipinti della cappella del primo piano: si tratta degli affreschi che, negli archi e nelle vele della campata che precede il presbiterio, raffigurano i Profeti, gli Apostoli e i quattro Dottori della Chiesa, nonché alcune scene dell'infanzia di Cristo dipinte sulle ante del prezioso polittico dorato posto sull'altare (scene visibili sia in posizione aperta sia in posizione chiusa del polittico)  .

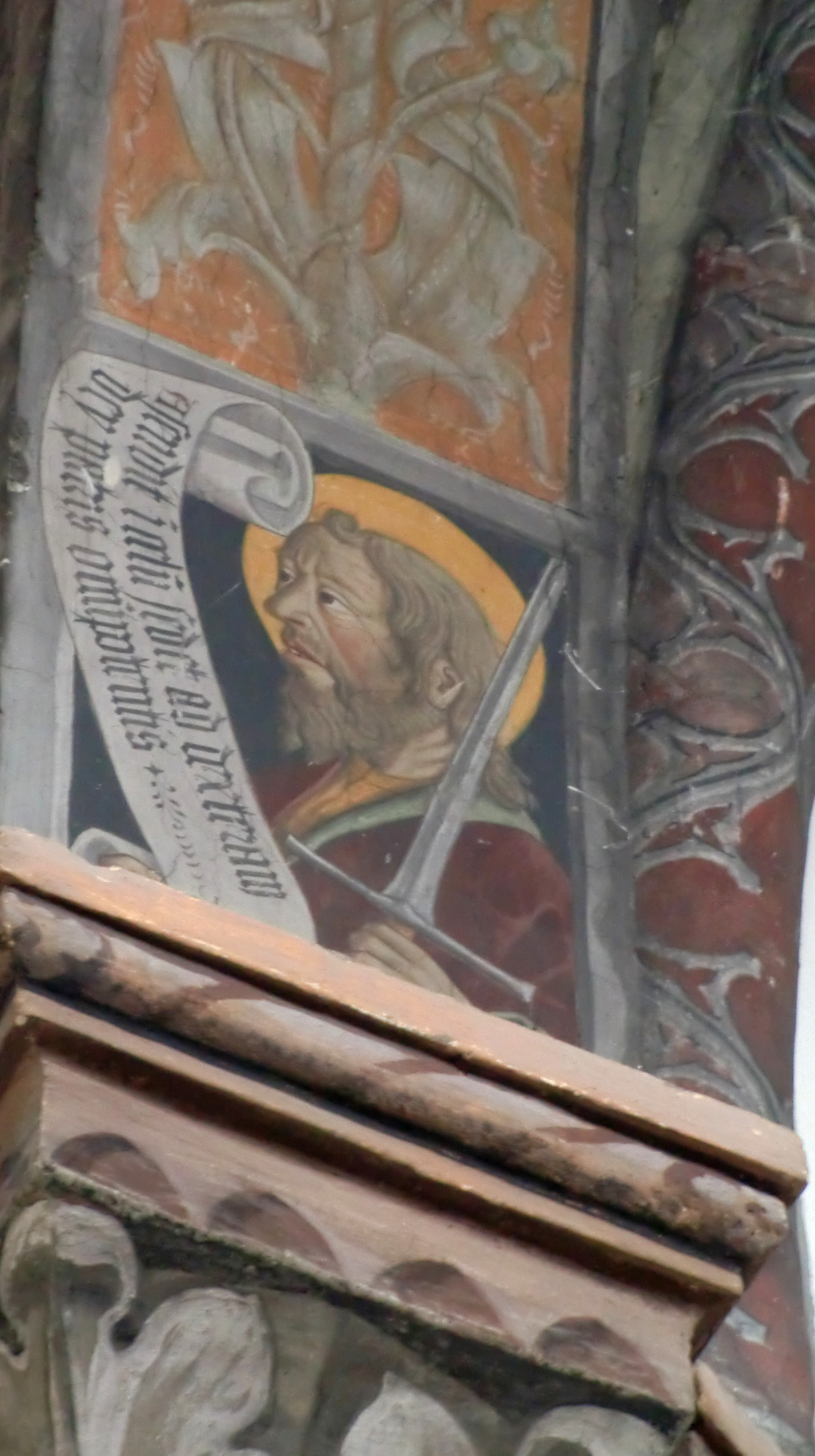
Decorazione dei sottarchi della volta della collegiata di Sant'Orso

I dipinti di Issogne sono databili in anni prossimi a quelli di un'altra importante commessa ricevuta da Giorgio di Challant in occasione dei lavori per la sostituzione dell'antico soffitto ligneo della Collegiata di Sant'Orso ad Aosta con una copertura a volte. Nel 1499 il maestro Colin - assieme ad altri pittori -è impegnato nella decorazione pittorica delle nuove volte con la realizzazione a fresco delle figure dei sottarchi (Apostoli e Profeti, Sante e Santi). 

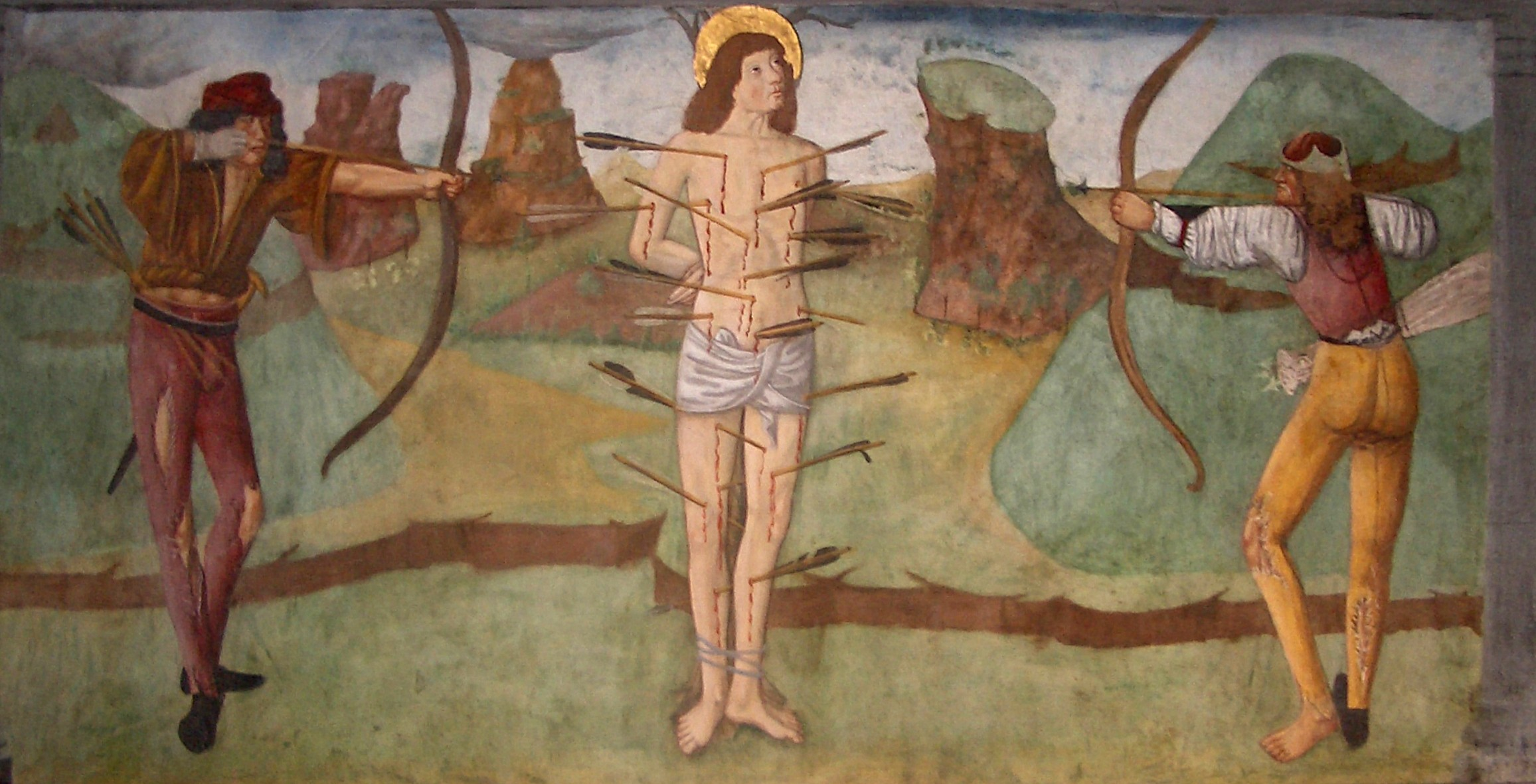
Collegiata di Sant'Orso, altare di San Sebastiano, Martirio del santo

Sempre nella collegiata di Sant'Orso sono stati attribuiti all'atelier di Maestro Colin gli affreschi, recentemente restaurati (2009,) dell'altare intitolato a San Sebastiano posto al termine della navata destra all'esterno del coro.
Sempre al maestro si possono far risalire due tavole con Sant'Antonio Abate e devoti e la Messa di San Gregorio, oggi conservate nella sacrestia del castello di Issogne, ma che si ritiene provengano da due altari fatti edificare da Giorgio di Challant nella collegiata di Sant'Orso nel 1501 e nel 1507 
A proposito dei dipinti valdostani del maestro Colin si è osservato che 
(AA. VV., Medioevo in Valle d'Aosta, op cit., pag. 88)
Sulla provenienza del maestro Colin è stata formulata l'ipotesi che sia giunto ad Aosta da Ivrea dove nel 1493 aveva dipinto il fondale e la predella dell'ancóna contenente le statue di una Adorazione dei Magi eseguita per la Cappella dei Tre Re (ora conservata presso il Museo Civico Garda.
I modi stilistici franco-fiamminghi del maestro fanno pensare ad un suo apprendistato compiuto oltralpe; ma si è ritenuto anche di vedere nella sua opera un qualche tentativo di assimilare la lezione di Antoine de Lonhy, pittore attivo in Piemonte ed in Val d'Aosta sino verso il 1490 .